# Mississippi Grind
Mississippi Grind è un film del 2015 diretto da Ryan Fleck e Anna Boden, con protagonisti Ryan Reynolds e Ben Mendelsohn.

## Trama
Curtis e Gerry sono due giocatori d'azzardo che si incontrano durante una partita di poker. Gerry è fortemente dipendente dal gioco. A causa della sua dipendenza ha chiuso i rapporti con la famiglia, passa da un lavoro all'altro ed è carico di debiti. Curtis, pur essendo anche lui un giocatore, riesce a cavarsela meglio. Dopo essersi conosciuti i due si alleano per poter vincere più denaro possibile e riuscire a cambiare la loro vita.